# Lutz Rathenow

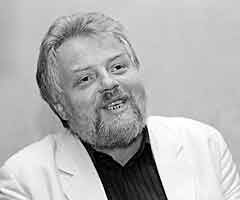
Lutz Rathenow (2005)

Lutz Rathenow (* 22. September 1952 in Jena) ist ein deutscher Lyriker und Prosaautor. Von März 2011 bis 2021 war er Sächsischer Landesbeauftragter zur Aufarbeitung der SED-Diktatur.

## Leben und Werk
Nach dem Wehrdienst in den Grenztruppen der DDR begann Rathenow an der Universität Jena ein Studium als Lehrer für Deutsch und Geschichte. Dort gründete und leitete er den oppositionellen Arbeitskreis Literatur und Lyrik Jena und knüpfte Kontakte zur Ostberliner Wochenschrift Weltbühne, sie solle „öfter den Mut aufbringen, eigenwillige literarische Versuche der Öffentlichkeit vorzustellen“. Der Arbeitskreis wurde 1975 von Kulturfunktionären und im Hintergrund vom Ministerium für Staatssicherheit („Operativer Vorgang Pegasus“) verboten. Nach der Ausbürgerung Wolf Biermanns 1976 wurde er verhaftet und Anfang 1977, drei Monate vor dem Examen, wegen „Zweifeln an Grundpositionen, Objektivismus und Intellektualisieren der Probleme“ exmatrikuliert.
Danach arbeitete er als Beifahrer und Transportarbeiter beim VEB Carl Zeiss Jena. Ende 1977 folgte er seiner Frau nach Ost-Berlin, wo er beim Theater arbeitete und als freier Schriftsteller lebte. Während dieser Zeit schrieb er einige Science-Fiction-Erzählungen, die auch in bundesdeutschen Anthologien erschienen sind.
Nach der Veröffentlichung seines Buches Mit dem Schlimmsten wurde schon gerechnet in der Bundesrepublik 1980 wurde Rathenow einer Hausdurchsuchung unterworfen, erneut verhaftet und in das zentrale Untersuchungsgefängnis der DDR-Staatssicherheit verbracht. Unter anderem setzten sich Christa Wolf und Günter Grass für seine zehn Tage später erfolgende Haftentlassung ein. Er blieb in der DDR und lehnte Ausreiseangebote der DDR-Behörden ab. Er war aktiv in der unabhängigen Friedens- und Bürgerrechtsbewegung, u. a. mit Bärbel Bohley und Gerd Poppe in der Initiative Frieden und Menschenrechte. Er hielt engen, oft konspirativen Kontakt zu Jürgen Fuchs im Westteil der Stadt. Dies machte es dem MfS schwer, ihn erneut zu verhaften. Rathenow unterhielt ein eigenes dichtes Informationsnetz in Ost und West, das dem Ministerium für Staatssicherheit nicht verborgen blieb. Er wurde umfangreich abgehört.
Nach der friedlichen Revolution in der DDR wurde ihm im Januar 1992 zusammen mit der formellen Rehabilitierung von der Jenaer Friedrich-Schiller-Universität nachträglich das Abschlussdiplom verliehen.
Rathenows spezielle Liebe gilt dem Kinderbuch. Daneben arbeitet er als Rundfunkkolumnist, Kinderbuchautor, Essayist, auch zu literaturfernen Themen. Insbesondere die Friedrich-Naumann-Stiftung organisiert zahlreiche Lesungen mit Lutz Rathenow. Für die Stiftung arbeitet er auch als Redakteur der Zeitschrift liberal. Meist halbjährlich organisiert er das Seminar Schreiben, was im Kopf steckt.
Lutz Rathenow schrieb regelmäßig als freier Mitarbeiter für die Wochenzeitung Rheinischer Merkur.
Im März 2011 wurde er vom sächsischen Justizminister Jürgen Martens (FDP) als Nachfolger von Michael Beleites als Sächsischer Landesbeauftragter für die Stasi-Unterlagen nominiert. Die Bestätigung durch den Sächsischen Landtag erfolgte am 23. März 2011. Nancy Aris folgte ihm 2021.
Lutz Rathenow ist verheiratet und hat zwei Söhne.

## Bibliografie
- Mit dem Schlimmsten wurde schon gerechnet. Prosa. Ullstein, Frankfurt am Main/Berlin/Wien 1980, ISBN 3-550-06453-5.
- Zangengeburt. Gedichte. 1982, ISBN 3-492-02805-5.
- Boden 411. Stücke zum Lesen und Texte zum Spielen. Piper, 1984. ISBN 3-492-02891-8.
- Jeder verschwindet so gut er kann. 1984, ISBN 3-922510-21-3.
- mit Harald Hauswald: Ostberlin, die andere Seite einer Stadt in Texten und Bildern. Piper, 1986, ISBN 3-492-02983-3.
- mit Rüdiger A Westphal: Der Tiger im Hochhaus. 1986, ISBN 3-924695-16-4.
- Floh Dickbauch – Grobidon. 1988, ISBN 3-925944-71-0.
- Zärtlich kreist die Faust. Gedichte. 1989, ISBN 3-921365-95-3.
- Sterne Jonglieren. Ravensburger Buchverlag, 1990, ISBN 3-473-51722-4.
- Eine Ameise spaziert. 1990, ISBN 3-7421-0333-4.
- mit Frank Ruprecht: Tag der Wunder. Nord-Süd-Verlag, 1992, ISBN 3-314-00576-8.
- Verirrte Sterne oder Wenn alles wieder mal ganz anders kommt. Merlin, Vastorf/Lüneburg 1994, ISBN 3-926112-42-5.
- Sisyphos. Berlin Verlag, 1995, ISBN 3-8270-0135-8.
- mit Wolfgang Korall: Wende gut, alles gut? Kindler, 1995, ISBN 3-463-40264-5.
- Die lautere Bosheit. Maulwurf Verlagsgesellschaft, 1997, ISBN 3-929007-11-8.
- Jahrhundert der Blicke. Landpresse, Weilerswist 1997 ISBN 3-930137-56-9.
- Der Wettlauf mit dem Licht. Landpresse, Weilerswist 1999 ISBN 3-930137-82-8.
- Sterben will gelernt sein. Landpresse, Weilerswist 2000 ISBN 3-930137-94-1.
- mit Egbert Herfurth: Der Himmel ist heut blau. Kinderbuch-Verlag, Berlin 2000, ISBN 3-358-02222-6.
- Es war einmal ein Wolf : Geschichten für Kinder jeglichen Alters. Burgverlag, Weißensee in Thüringen, 2000, ISBN 3-931303-09-8.
- Vom DDR-Bürger zum EU-Bürger : spezifische Integrationsschübe und Integrationshemmnisse aus der Sicht eines ostdeutschen Schriftstellers. Rheinische Friedrich-Wilhelms-Universität. ZEI, Bonn 2000, ISBN 3-933307-65-1.
- Oder was schwimmt da im Auge. Landpresse, Weilerswist 2001, ISBN 3-930137-03-8
- Das RR Projekt. Texte Töne Trash. Heinz Ratz singt liest spielt Lutz Rathenow. CD. HörZeichen, Gerichshain 2002 ISBN 3-934492-15-0.
- Die Fünfzig. Gedichte. Landpresse, Weilerswist 2002, ISBN 3-935221-10-X.
- mit Rainer Würth: Frau K. läuft Amok mit Herrn Grell und dem Wolf. Auf 2 Klopapierrollen. Der Klo Verlag, 2002, ISBN 3-936664-04-8.
- Vom DDR-Grenzsoldaten zum Bürgerrechtler : Vortrag am 29.1.2001 im Militärgeschichtlichen Forschungsamt in Potsdam. Edition Temmen, Bremen 2002, ISBN 3-86108-023-0.
- Die Zeit danach. Hohenheim Verlag, 2003, ISBN 3-89850-071-3.
- Fortsetzung folgt. Landpresse, Weilerswist 2004, ISBN 3-935221-28-2.
- mit Egbert Herfurth: Ein Eisbär aus Apolda. Leiv Buchhandels- und Verlagsanstalt, 2006, ISBN 3-89603-257-7.
- mit Harald Hauswald: Gewendet. Vor und nach dem Mauerfall: Fotos und Texte aus dem Osten. Jaron-Verlag, 2006, ISBN 3-89773-532-6.
- Gelächter, sortiert. Verlag Ralf Liebe, 2008, ISBN 978-3-935221-59-7.
- Klick zum Glück. Band 32 der Edition Muschelkalk der Literarischen Gesellschaft Thüringen e. V. Wartburg Verlag, 2010, ISBN 978-3-86160-332-0.
- mit Harald Hauswald: Ost-Berlin. Die verschwundene Stadt. Mit einer Einleitung von Ilko-Sascha Kowalczuk. Jaron-Verlag, Berlin 2017, ISBN 978-3897738218.
- Maskierungszärtlichkeit. Dresden 2021.
- Lutz Rathenow. Trotzig lächeln und das Weltall streicheln. Mein Leben in Geschichten. Herausgegeben und mit einem Nachwort von Marko Martin. Kanon Verlag Berlin, Berlin 2022, ISBN 978-3-98568-050-4.